# Sokoura (Dokuy)
Pour les articles homonymes, voir Sokoura.
Sokoura est une localité située dans le département de Dokuy de la province de la Kossi dans la région de la Boucle du Mouhoun au Burkina Faso.